# Katerban (Baron)
Katerban is een bestuurslaag in het regentschap Nganjuk van de provincie Oost-Java, Indonesië. Katerban telt 8646 inwoners (volkstelling 2010).